# Запис Тодоровића крушка (Међулужје)
Запис Тодоровића крушка (Међулужје) се налази на парцели чији је власник Тодоровић Младен.

## Локација
| Општина             | Младеновац                                                                  |
| Катастарска општина | Међулужје                                                                   |
| Потес               | Св. Јоакима и Ане                                                           |
| Координате          | 44° 24′ 38″ С; 20° 41′ 11″ И / 44.410600000000002° С; 20.686299999999999° И |
| Надморска висина    | 155m                                                                        |

## Карактеристике
Дендрометријске вредности утврђене на терену и сателитским снимцима:
| Стабло                     | крушка |
| Висина стабла              | m      |
| Обим дебла                 | m      |
| Пречник крошње             | 11m    |
| Пречник дебла              | m      |
| Висина дебла до прве гране | m      |

## База записа
Запис је у оквиру Викимедија пројекта "Запис - Свето дрво" заведен под редним бројем 0965.